# 石井健三
石井 健三（いしい けんぞう、1955年8月5日 - 2019年12月30日）は、東京都台東区出身の声楽家（テノール）、ミュージカル俳優、つくばオペラフィオーレ代表。元劇団四季所属。

## 略歴
- 1955年東京台東区生まれ。3歳より松田トシ（うたのおばさん）に師事、幼年期キングレコードの専属童謡歌手。
- 1978年3月東京芸術大学声楽科卒業（第8899号）、1981年3月同大学大学院修士課程修了（修音第833号）。1982年5月ミュンヘン音楽大学マイスター修了。松田トシ、城多又兵衛、吉岡巌、ニコラ・ルッチ、エルンスト・ヘフリガーに師事した。
- 1984年には、第7回ヨハン・ゼバスティアン・バッハ国際コンクールにて男声部門第2位。* 1984年には、オランダヘルトゲン・ボシュ国際声楽コンクールテノール部門第2位となった。1987年に日本へ帰国。藤原歌劇団正団員、後に二期会会員。
- 1988年から劇団四季のオペラ座の怪人（日生劇場）でミュージカル界にデビュー、以降2009年まで在籍。

つくばオペラフィオーレ代表、日本演奏連盟テノール会員、2009年よりRI第2820地区第6分区つくば学園ロータリークラブ会員。
- 2019年12月30日死去[1]。

## 活動

### 出演
- マタイ受難曲・ヨハネ受難曲（J.S.バッハ）エヴァンゲリストとアリア1979年〜1999年
- 石井健三リサイタル第1回1979年〜第10回1993年
- 藤原歌劇団友人フリッツ（オペラ）1979年、マノン・レスコー(オペラ）1985年
- つくばオペラフィオーレ1988年旗揚げ公演〜2012年マダム・バタフライ（10月予定）

- 劇団四季 CATS（オールド・デュトロノミー役）1991年〜2008年
- 劇団四季 オペラ座の怪人（ウバルド・ピアンジ役）1988年〜2009年
- 劇団四季 オンディーヌ（マトー役）2004年・2005年
- きかんしゃトーマスとなかまたち（トップハム・ハット卿役）2009年
- 劇団M.M.C 星の王子さま（地理学者、王様役）2011年

### オペラ脚本
- ディドとエネアス1989年つくば公演
- バスティアンとバスティエンヌ1990年つくば公演
- ヘンゼルとグレーテル1991年つくば公演
- 椿姫1994年つくば公演
- コジ・ファン・トゥッテ―人生みんなこんなもの2009年つくば公演
- ミセス蝙蝠夫人2005年つくば公演
- 蝶々さんMEMORY2007年つくば公演
- コンサートオペラCARMEN2010年つくば公演
- マダム・バタフライ〜蝶々さん2012年つくば公演

### ミュージカル脚本
- ミュージカル『HOKUSAIラプソディア』（劇団M.M.C） 2019年

### LP/CD
- イタリア歌曲集（キングレコード）1980年
- ゼレンカのレクイエム（キングレコード／クラベス）1984年
- 石井歓「枯れ木と太陽」1989年
- 世界の愛唱歌菩提樹（キングレコード）1990年
- 風の少女（和歌山県）1994年
- BEST ALBUM 春の面影（ハンニバル／キングレコード）2010年
- この地球のすべてに愛の花を（ハンニバル）2010年
- ミュージカル星の王子さま地球（劇団M.M.C）2011年